# Disney on Ice

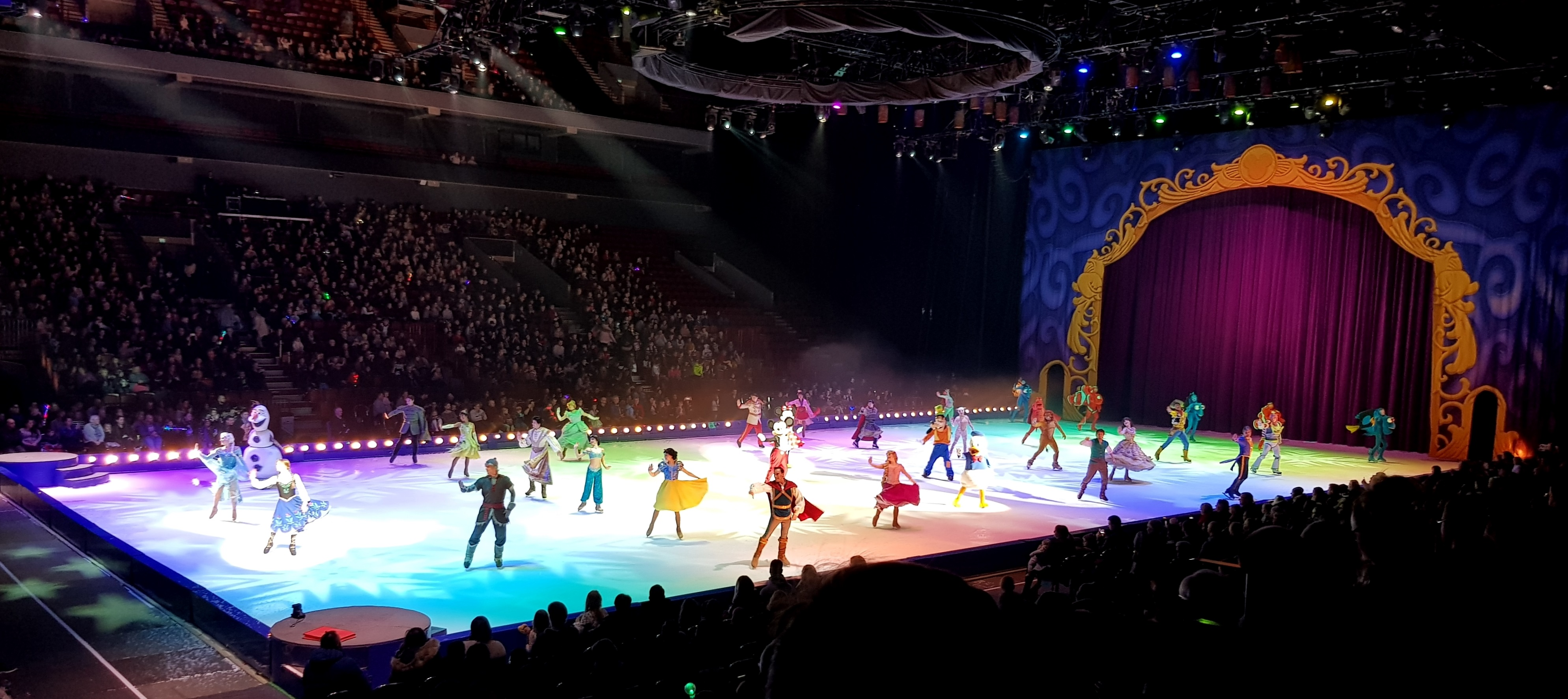
Disney on Ice in Malmö

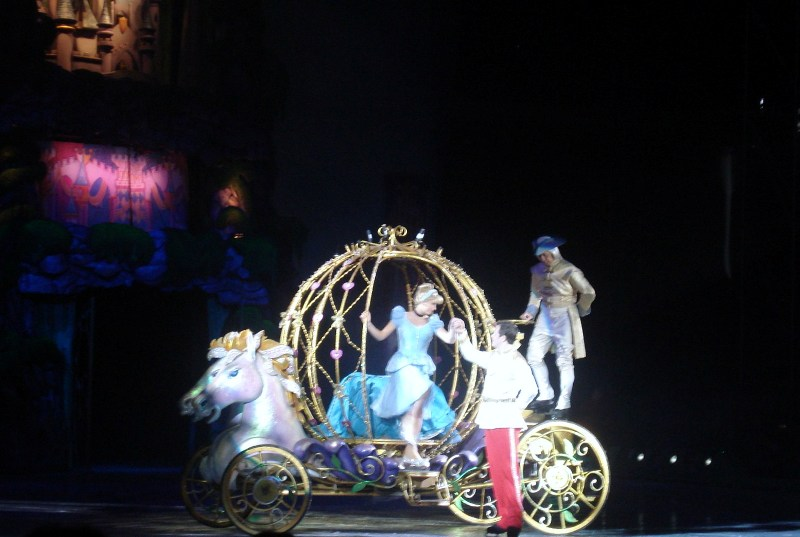
Szene aus der Show

Disney on Ice ist eine Reihe von Tournee-Eisshows im Rahmen einer Vereinbarung mit der Walt Disney Company.
Die Shows richten sich hauptsächlich an Kinder und zeigen Eiskunstläufer, die die Rollen von Disney-Figuren in Darbietungen darstellen, die aus verschiedenen Disney-Filmen stammen. Feld Entertainment hat die Rechte an Disney-Material für Eisshows von der Disney Theatrical Group lizenziert  und beinhaltet die geteilten Merchandising-Einnahmen zwischen Disney und Ice Follies.
Die Show wird normalerweise von Mickey Mouse und Minnie Mouse moderiert, zeitweise unterstützt von Goofy und Donald Duck. Als Cross-Promotion-Taktik werden in der Serie auch Charaktere und Geschichten aus kürzlich veröffentlichten Disney-Filmen umgesetzt, wobei jedes Thema mit der jährlichen Aktualisierung der Serie wechselt. Das Motto der Show im Frühjahr 2024 hieß „100 Jahre Disney“.
Im Jahr 1988 hatte das Unternehmen fünf Tourneeshows. Der Name wurde 1998 in „Disney on Ice“ geändert. Bis 2008 wurde jedes Jahr eine neue Show gestartet. Die Shows werden über mehrere Tage in großen Veranstaltungshallen wie dem PSD Bank Dome in Düsseldorf oder der O2-Arena in London aufgeführt. Alleine in den Vereinigten Staaten gibt es jährlich ca. 100 Auftritte die einen Umsatz von ca. 40 Millionen US-Dollar erzielen. Mehr als 320 Millionen Zuschauer haben in 68 Ländern seit 1981 die Shows gesehen. Disney on Ice ist der weltweit größte Arbeitgeber für professionelle Eiskunstläufer.